# Hasheem Thabeet
Hasheem Thabeet (* 16. Februar 1987 in Daressalam, Tansania) ist ein tansanischer Basketballspieler, der zuletzt in den Diensten der Grand Rapids Drive in der D-League stand. Er spielt auf der Position des Centers. Thabeet wird von vielen Fans und Experten als Enttäuschung gesehen, der nie seine hohe Draftposition und die damit verbundenen Erwartungen erfüllen konnte.

## College
Nachdem seine Eltern aus Tansania in die USA gezogen waren, besuchte er die Cypress Christian High School in Houston. Danach besuchte er die University of Connecticut, auf der er von 2006 bis 2009 für die Connecticut Huskies Basketball spielte. Als Freshman, das heißt in seiner ersten Saison, erzielte er durchschnittlich 6,3 Punkte und 3,8 Blocks pro Spiel. Am 3. Dezember 2006 stellte er einen Rekord der Universität ein: er machte in einem Spiel 10 Blocks. Thabeet schaffte es ins All-Big East Team zusammen mit seinem Teamkollegen Jerome Dyson.
Als Sophomore hatte er mehr Spielzeit und erreichte durchschnittlich 10,5 Punkte, 7,9 Rebounds und 4,5 Blocks pro Spiel in der Saison. Am 5. Januar 2008 stellte er seinen eigenen Rekord von 10 Blocks in einem Spiel gegen die University of Notre Dame ein. Thabeet wurde Big East Defensive Player of the Year und wurde ins zweite Team der All-Big East Conference berufen. Als Junior (in seinem dritten Jahr) erschien Thabeet das erste Mal auf der nationalen Bildfläche. Er erzielte 13,6 Punkte und 10,8 Rebounds pro Spiel. Außerdem schaffte er sein erstes triple-double gegen das Providence College am 31. Januar 2009, mit 15 Punkten 11 Rebounds und 10 Blocks. Er wurde zum zweiten Mal Big East Defensive Player of the Year und zum Co-Big East Player of the Year mit DeJuan Blair zusammen ernannt. Thabeet knackte die 1000-Punkte-Marke in einem Spiel gegen Purdue. Er war der dritte Spieler aus seinem Team, der das in dieser Saison schaffte (Jerome Dyson und A.J. Price waren die anderen). Thabeet half seinem Team außerdem zum ersten Final Four Einzug seit 2004. Er entschied sich keine weitere Saison an der Uni zu spielen und meldete sich stattdessen für die NBA Draft 2009 an.

## Memphis Grizzlies (2009–2011)
Thabeet wurde an der zweiten Stelle des NBA-Drafts 2009 von den Memphis Grizzlies gewählt und wurde somit der erste Spieler aus Tansania, der jemals in die NBA gedraftet wurde. Seine erste Saison bei den Memphis Grizzlies sollte allerdings eine schwierige werden. Am 10. November musste er wegen eines gebrochenen Kiefers mehrere Wochen aussetzen. Aufgrund der großen Konkurrenz auf seiner Position durch Marc Gasol, Hamed Haddadi, Steven Hunter und Zach Randolph fiel für Thabeet nicht viel Spielzeit ab. Zudem zeigte sich, dass er einige Probleme hatte sein Spiel auf das körperlich härtere Spiel in der NBA umzustellen. Daher wurde er im Februar 2010 von den Grizzlies zu den Dakota Wizards in die NBA D-League geschickt. Thabeet wurde damit der am höchsten gedraftete Spieler aller Zeiten, der von seinem Team in die Entwicklungsliga der NBA geschickt wurde. Anfang März 2010 wurde er dann von den Grizzlies wieder in den Kader zurückgeholt. Seine Statistiken der Spielzeit 2009/2010 belaufen sich auf magere 2,9 Punkte und 3,1 Rebounds pro Spiel.
In der NBA-Saison 2010–2011 belief sich seine Spielzeit nach 43 Spielen auf nur 8,1 Minuten pro Spiel was für einen zweiten Pick in einem NBA Draft sehr ungewöhnlich ist. Viele Experten wollten Thabeet als Fehlschlag abhaken, doch die Grizzlies standen zunächst weiterhin zu ihm und vertrauten darauf, dass er sich in den kommenden Saisons weiterentwickeln würde.

## Houston Rockets (2011–2012)
Thabeet konnte die in ihn gesetzten Erwartungen nie erfüllen und wurde am 24. Februar zu den Houston Rockets getradet. Im Gegenzug ging Veteran Shane Battier zu den Grizzlies. Nach 2 Spielen für die Rockets, in denen er nicht überzeugen konnte, wurde Thabeet in die Entwicklungsliga, zu den Rio Grande Valley Vipers, zurückgeschickt. Für viele Experten galt Thabeet trotz seines jungen Alters bereits als „Draft Bust“ (Spieler der hoch gedraftet wurde, jedoch nie die Erwartungen erfüllen konnte).

## Portland Trail Blazers (2012)
Am 15. März 2012 wurde Thabeet zusammen mit Jonny Flynn und einem Zweitrunden Draft-Pick im Tausch gegen Marcus Camby zu den Portland Trail Blazers transferiert. Die Blazers unterbreiteten ihm jedoch zur Saison 2012/2013 keinen neues Vertragsangebot und so verließ Thabeet den Club bereits nach einigen Monaten wieder.

## Oklahoma City Thunder (2012–2014)
Anfang Juli 2012 gaben die Oklahoma City Thunder bekannt, dass Thabeet bei ihnen einen Vertrag über 2 Jahre erhalten habe. Über die genauen Bezüge wurde Stillschweigen vereinbart. Auch bei den Thunder bekam Thabeet selten Einsatzzeit, so dass er den Durchbruch nicht schaffte. Nach zwei Jahren verließ er die Thunder.

## D-League (2014–15)
Nachdem er den Sprung in den Kader der Detroit Pistons nicht geschafft hatte, unterschrieb Thabeet bei den Grand Rapids Drive in der Entwicklungsliga D-League. Bei den Drive brachte er es in 49 Spielen auf 8,6 Punkte und 6,2 Rebounds. In der Summerleague 2015 spielte er für eine Auswahl aus D-League Spielern, um sich für die NBA zu empfehlen, doch wurde er von keinem NBA-Team zum Saisonstart 2015/16 verpflichtet.